# 이루마가와 게이타
이루마가와 게이타(일본어: 入間川 景太, 1999년 5월 20일~)는 일본의 축구 선수이다.

## 구단 경력
그는 2017년 J1리그의 방포레 고후에 입단했다. 2017년후 J2리그에 강등했다. 2019년 J3리그의 AC 나가노 파르세이루로 임대 이적했다. 2020년 방포레 고후로 복귀했다.